# Club sportif féminin de Hammam Lif
Le Club sportif féminin de Hammam Lif  est un club de basket-ball tunisien basé à Hammam Lif.